# Domenico Colombo
Domenico Colombo, född cirka 1418, död 1496, var en italiensk ullvävare. Han var far till fyra barn, däribland Christofer, som reste till Amerika 1492. Sonen Bartolomeo var kartritare och inspirerade Christofer. Colombo gifte sig med Susanna Fontanarossa omkring 1445. Hon dog före sin make.

## Familj[2]
- Domenico Colombo gift med Susanna Fontanarossa
  - Cristoforo
  - Bartolomeo
  - Giacomo
  - (dotter, bortgift med osthandlaren Giacomo Bavarello)

## Källhänvisningar
1. ↑  Leo van de Pas, Genealogics, 2003, läs online och läs online.[källa från Wikidata]
2. ↑  Cushing, Caleb (1825): Columbus – The North American Review, vol XXI, s. 410. Boston. Läst 31 januari 2015. (engelska)